# Gianni Manganelli
Pour les articles homonymes, voir Manganelli.
Giovanni Manganelli également connu sous le nom de Gianni, né à San Giovanni in Persiceto (à l'époque dans la province de Bologne) le 5 juin 1942 et mort à Pise le 7 février 2016, est un réalisateur et scénariste italien.

## Biographie
Gianni Manganelli a été actif entre les années 1970 et 1980.
Il est l'auteur de succès cinématographiques comme Fracchia la belva umana et Pappa e ciccia.
À partir des années 1990, il se consacre à la sculpture.

## Filmographie partielle
- Quando c'era lui... caro lei! (1978)
- Io tigro, tu tigri, egli tigra (1978)
- Fracchia la belva umana (1981)
- Pappa e ciccia (1982)
- Se tutto va bene siamo rovinati (1983)